# Saint-Martin-des-Puits
Saint-Martin-des-Puits – miejscowość i gmina we Francji, w regionie Oksytania, w departamencie Aude. Przez miejscowość przepływa rzeka Orbieu.
Według danych na rok 1990 gminę zamieszkiwało 21 osób, a gęstość zaludnienia wynosiła 3 osoby/km² (wśród 1545 gmin Langwedocji-Roussillon Saint-Martin-des-Puits plasuje się na 878. miejscu pod względem liczby ludności, natomiast pod względem powierzchni na miejscu 901.).

## Zabytki
Zabytki w miejscowości posiadające status Monument historique:
- kościół św. Marcina (Église Saint-Martin)